# Global change biology
Global change biology is een internationaal, aan collegiale toetsing onderworpen wetenschappelijk tijdschrift en publiceert onderzoek over de huidige veranderingen in het milieu en de effecten op biologische systemen.
Het wordt uitgegeven door Wiley-Blackwell en verschijnt maandelijks.